# Милена Атанасова
Милена Атанасова е българска драматична актриса.

## Биография
Родена на 16 юни 1947 г. в град Габрово. Завършва ВИТИЗ през 1969 г. Работила е в Драматичен театър „Невена Коканова“ – Ямбол. От 1971 г. е в трупата на Народния театър „Иван Вазов“.
Носител е на много награди, между които: награда от Друмеви театрални празници „Нова българска драма“ в Шумен през 1971 г. за ролята на Нинка от „Врагове“, наградата за най-добър рецитал на унгарска поезия „Шандор Петьофи“ през 1990 г. Има участия в телевизията, в киното се отличава във филми като „Иконостасът“.

## Кариера

### Постановки
- Идеалният мъж
- Сако от велур
- Женитба
- Дом за разбити сърца
- Лоши момчета
- Ревизор
- Луд съм по теб

### Театрални роли
- Оливия в „Дванайсета нощ“ – Шекспир
- Пилар в „Почивка в Арко Ирис“ – Димитър Димов
- Надя във „Врагове“ – Максим Горки
- Луиза в „Коварство и любов“ – Шилер
- Зорница в „Калоян“ – Камен Зидаров
- Амелия в „Домът на Бернарда Алба“ – Лорка
- Клотилда в „Пред залез слънце“ – Герхард Хауптман
- Катя в „Унижените и оскърбените“ – Достоевски
- Олга в „Когато гръм удари“ – Пейо Яворов
- Евгения в „Милионерът“ – Йордан Йовков
- Райничка в „Двубой“ и Кака Гинка в „Под игото“ – Иван Вазов
- Прози в „Кендида“ – Бърнард Шоу
- Сузана в „Largo desolato“ – Вацлав Хавел

## Телевизионен театър
- „Прах в очите“ (1985) (от Йожен Лабиш, реж. Асен Траянов) – Софи

## Филмография
- „Селцето“ (1978), 7 серии – Дона
- „Откраднат живот“ (2017), 1 епизод – Баба (сезон 4, епизод 17)